# Fontrieu
Fontrieu – gmina we Francji, w regionie Oksytania, w departamencie Tarn. W 2013 roku liczba ludności wynosiła 933 mieszkańców. 
Gmina została utworzona 1 stycznia 2016 roku z połączenia trzech ówczesnych gmin: Castelnau-de-Brassac, Ferrières oraz Le Margnès. Siedzibą gminy została miejscowość Castelnau-de-Brassac.